# Marian Remembers Teddi
Marian Remembers Teddi — двойной концертный альбом пианистки Мэриэн Макпартлэнд и певицы Тедди Кинг, записанный 17 ноября 1973 года в Нью-Йоркской публичной библиотеке при участии басиста Расти Гилдера и барабанщика Эрика Неббии. Релиз альбома состоялся в 1981 году на лейбле Halcyon Records уже после смерти Кинг.

## Отзывы критиков
| Оценки критиков                   | Оценки критиков |
| Источник                          | Оценка          |
| --------------------------------- | --------------- |
| AllMusic                          | [ 2 ]           |
| The Encyclopedia of Popular Music | [ 3 ]           |

Кен Драйден из AllMusic в ретроспективной рецензии написал: «Несмотря на то, что она [Кинг] была ослаблена болезнью, […] она в отличной форме и исполняет множество стандартов и мелодий из мюзиклов в своей выразительной манере. Кинг проникает в суть каждой песни, возвращая в некоторые из них часто игнорируемые куплеты и очаровывая благодарную публику. […] Её эмоциональное исполнение песни „Little Girl Blue“ пронзительно и обогащено трогательным вибрато. Игривость Кинг заметна в песнях „You Turned the Tables on Me“ и задорной „It Could Happen to You“. Но именно её энергичный финал в песне Уайлдера „While You’re Young“ должен заставить поклонников Кинг желать большего, а новых поклонников — присоединиться к поиску других релизов покойной вокалистки».

## Список композиций
1. «Baby Won’t You Please Come Home» — 3:12
2. «A Fine Romance» — 3:34
3. «Always» — 3:30
4. «But Not for Me» — 4:10
5. «Little Girl Blue» — 4:10
6. «In the Still of the Night» — 3:56
7. «When the Sun Comes Out / Happiness Is a Thing Called Joe» — 4:30
8. «Sometimes I’m Happy» — 3:00
9. «You Turned the Tables on Me» — 3:26
10. «By Myself» — 3:02
11. «Too Marvelous for Words» — 3:28
12. «Skylark» — 4:32
13. «Fools Rush In» — 2:30
14. «It Could Happen to You» — 2:40
15. «Prelude to a Kiss» — 4:38
16. «There Will Never Be Another You» — 4:16
17. «While We’re Young» — 3:27

## Участники записи
- Мэриэн Макпартлэнд — фортепиано
- Тедди Кинг — вокал
- Расти Гилдер — басс
- Эрика Неббия — ударные
- Джо Скариза — звукорежиссёр
- Гилберт Конг — мастеринг
- Ларри Свист — запись

Все данные взяты из примечаний к альбому.